# Южноуральский арматурно-изоляторный завод
АО «Южноуральский арматурно-изоляторный завод» (сокращенно «ЮАИЗ») — один из основных производителей подвесных изоляторов и линейной арматуры для линий электропередачи и распределительных устройств.

## История
В мае 1953 года Министерство строительства электростанций СССР утвердило место строительства завода, но оно началось только через год. Первый экспериментальный цех был введен в эксплуатацию в ноябре 1956 года. Это был цех по производству фарфоровых изоляторов. В середине 1962 году завод начал производить отливки для изготовления комплектующих к изоляторам и линейной арматуре, а в 1963 году были введены в эксплуатацию изоляторный корпус и кузнечно-прессовый цех. В конце 1965 года корпус был расширен, но стеклянные изоляторы начали выпускать только в 1967 году
В 1992 году завод был преобразован в акционерное общество.

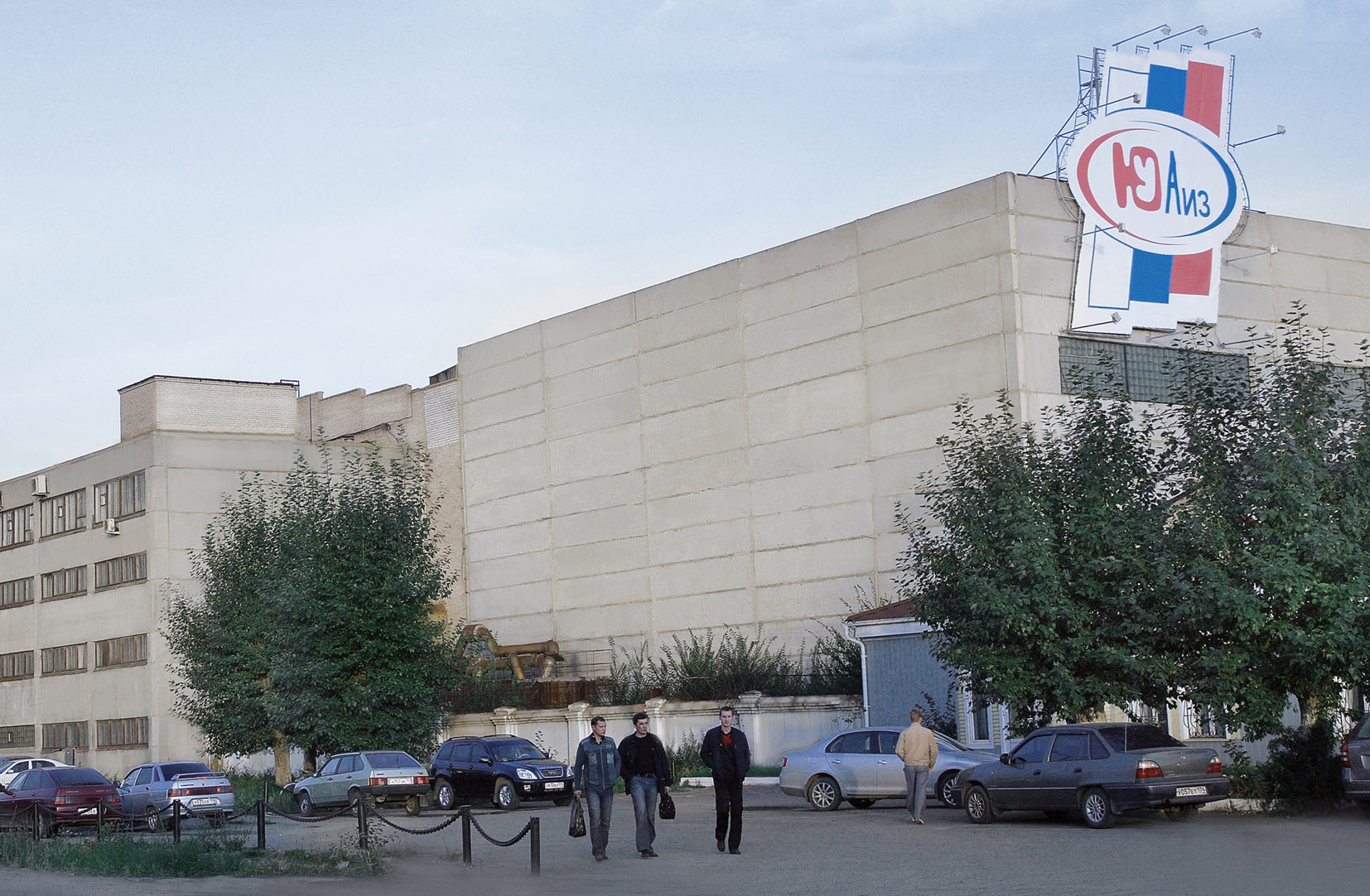
Корпус завода

## Продукция
- Подвесные стеклянные линейные изоляторы:
  - всех строительных высот;
  - для всех зон загрязнения;
  - с W и V замками;
  - с цинковой втулкой.
- Подвесные фарфоровые линейные изоляторы:
  - линейные штыревые высоковольтные;
  - опорно-штыревые высоковольтные;
  - опорные высоковольтные;
  - штыревые низковольтные;
  - опорные низковольтные;
  - корпус предохранителя.
- Линейная арматура:
  - сцепная арматура;
  - натяжная арматура;
  - поддерживающая арматура;
  - защитная арматура;
  - соединительная арматура;
  - монтажные приспособления.

- Полимерное производство:
  - линейные подвесные стержневые полимерные изоляторы;
  - полимерные опорные изоляторы наружной установки;
  - полимерные изоляторы для контактной сети железных дорог;
  - полимерные линейно-опорные изоляторы наружной установки;
  - изоляторы подвесные тарельчатые стеклянные с гидрофобным покрытием.

Продукция завода поставляется не только в Россию и страны ближнего зарубежья, но и на внешний рынок: в Финляндию, Швецию, Италию, Испанию,   Вьетнам, , США, Бразилию.

## Руководители предприятия
- Николаев Г. В. (с 1954 года по 1962 год)
- Елисеев В. И. (с 1962 года по 1964 год)
- Апышков С. Т. (с 1964 года по 1977 год)
- Брисенко В. К. (с 1977 года по 1981 год)
- Осипов В. П. (с 1981 года по 2004 год)
- Тасаков Д. В. (с 2004 года по 2005 год)
- Чернейкин О. В. (с 2005 года по 2006 год)
- Розов Валерий Аркадьевич (с 2006 года по 2009 год)
- Кузнецов Владимир Иванович (с 2009 года по 2015)
- Горохов Андрей Борисович ( с 2015 по 2016 г.)
- Писчасов Федор Александрович (2016 г.)
- Мезенцев Жан Зиновьевич (с 2016 по 2019 г.)
- Филиппов Алексей Викторович (с 2019 г. по 2022 г.)
- Мезенцев Жан Зиновьевич (2022 г.)
- Молчанов Олег Владимирович (с 2022 по 2023 г.)
- Михайлов Сергей Петрович (с 2023 по настоящие время)